# Bästa träningen
Bästa träningen är ett svenskt livsstilsprogram från 2020. Serien är en fristående fortsättning på SVT:s program Bästa dieten, men denna gång handlar det om att hitta den bästa träningsformen att ägna sig åt.
Programmet hade premiär på SVT Play den 3 maj 2020 och på SVT1 den 7 maj 2020. Säsongen består av tre avsnitt.

## Handling
Precis som i Bästa dieten handlar Bästa träningen om fyra par som med hjälp av fyra olika personliga tränare ska prova sig fram till att finna sin egen favorit-träningsform. Experimentet pågår i åtta veckor. Innan paren påbörjar träningen får de genomgå en hel del prover och tester. Bland annat kontrollerar experter blodvärde och fysiskt tillstånd. För att se vad som har hänt med de otränade paren efter att de har börjat röra på sig får de genomgå samma tester efter åtta veckor. De fyra olika träningsformerna som paren kommer att få testa är kampsport, yoga, löpning och vardagsmotion.

## Medverkande
- Abbe Joof (coach)
- Angelica Majoros (coach)
- Peppe Lindholm (coach)
- Cassandra Spoonberg (coach)